# Odio a Botero
Pour les articles homonymes, voir Botero.
Odio a Botero est un groupe de punk hardcore colombien, originaire de Bogotá. Ce groupe musical est considéré comme l'un des plus populaires du genre dans son pays. Odio a Botero a enregistré trois albums studio et d'autres œuvres d'enregistrement.
Les thèmes du groupe transcendent les stéréotypes du rock classique, et exprimer une critique de la stupidité et de la prétention de la société moderne.

## Biographie

### 2000 - 2009
Odio a Botero est formé en 2001 sur les traces du style musical humoristique du groupe Defenza. Le groupe donne son premier concert en 2002 au Rock al parque, et se fait un nom dans la scène de Bogotá. En 2003 sort Odio a Botero... ahora con más punk, le premier album du groupe, plutôt félicité par la presse spécialisée, en particulier grâce à la qualité de sa musique.
Ce groupe n'est pas seulement reconnu pour sa musique, mais aussi pour ses idées et pour les points de vue de son chanteur, René Segura, qui exprime sincèrement ce qu'il pense, de manière directe, au point d'être devenu un personnage public singulier à Bogotá.
À la fin de 2005, les membres de Odio a Botero contactent Iván Benavides, le célèbre producteur de Carlos Vives, pour poursuivre leurs projets musicaux. 
En 2006, ils présentent le Premios Odio a Botero, un concert-parodie annuel dans lequel le groupe décerne le prix de la pire musique en Colombie par catégories. Cette même année, faisant une satire à l'échelle nationale, René Segura se lance officieusement à la présidence de la république, lors d'un entretien avec le président de l'époque Álvaro Uribe Vélez. Ce fait a suscité diverses réactions parmi les médias et l'opinion publique, qui l'ont défini soit comme un fou, soit comme le plus sensé des candidats, en ne promettant rien et en voyant simplement ce qui pouvait être fait pour le pays au fur et à mesure de son mandat à la présidence.  
En 2007, le groupe a présenté son album Kill The Cuentero (Tuez le conteur), qui, en raison de sa qualité musicale, a été classé par le magazine Semana comme l'un des meilleurs albums colombiens de cette année.  

### À partir de 2010
En 2010, le groupe se met en pause, puis continue à la production en 2011 de la bande originale du film du réalisateur Carlos Moreno appelé Todos tus muertos, et ne poursuit aucune autre activité depuis. À la fin de 2013, le groupe annonce son retour avec deux concerts à Bogotá. 
En 2014, le groupe a annoncé la présentation d'une courte tournée de concerts à Bogotá et dans d'autres villes de Colombie. Au retour sur la scène musicale, les commentaires du guitariste du groupe étaient : "... la reprise des activités n'est pas née de l'envie de continuer sur scène ou de continuer à utiliser le micro, il s'est simplement avéré que les éléments nécessaires étaient alignés pour que nous convergeions à nouveau, nous sentant aussi inutiles qu'avant et profiter de l'opportunité de faire sonner des instruments et des idées avec du bruit".
En décembre 2017, le groupe sort son troisième album intitulé Bardo, revenant définitivement sur la scène punk colombienne locale. De plus, la chanson Fuck The Tomba faisait partie de la bande originale du documentaire de l'acteur colombien Hernando Casanova, un personnage mentionné dans ladite chanson.

## Le nom
Le nom Odio a Botero (Haine envers Botero), est né d'une chanson du groupe, en dérision du peintre et sculpteur colombien Fernando Botero, que les membres du groupe décrivent comme une personne médiocre. En 2006, cette opinion a généré grande controverse, reflétée dans le rejet du public de Medellín (plus tard reconsidéré), pour que le groupe apparaisse dans l'édition de cette année du Festival International Altavoz, qui s'est tenu dans cette ville, la même où l'artiste est né.

## Membres

### Derniers membres
- René Segura - chant
- Jaime Angarita - guitare
- Alejandro Pinzón - basse
- Juan David Rojas - batterie
- Carolina Cantor - chant

### Anciens membres
- Gabriela Ponce - chant
- Santiago Vila - batterie
- Hellman Fábregas - batterie
- Gregorio Merchán - batterie

## Discographie
- 2002 : The Omar Nelson Experience. Intolerancia Colombia [11]
- 2003 : Odio a Botero. Sum Records [12]
- 2005 : Lechonería Manson. (EP) Perfect Records [13]
- 2007 : Kill the cuentero. Surfonic [14]
- 2017 : Bardo. Intolerancia Colombia [2]
- 2017 : The legend of Odio a Botero. Indépendant [15]